# المغبر (حرض)

تعديل مصدري - تعديل

المغبر هي إحدى قرى عزلة بني الحداد بمديرية حرض التابعة لمحافظة حجة، بلغ تعداد سكانها 248 نسمة حسب تعداد اليمن لعام 2004.